# C/2009 L11
C/2009 L11 – kometa jednopojawieniowa odkryta na zdjęciach SOHO przez Michała Kusiaka. Została odkryta 8 czerwca 2009 roku. Należy do grupy komet Kreutza.